# Horní Dušnice
Horní Dušnice je místní částí města Jablonec nad Jizerou, ležící v okrese Semily v Libereckém kraji. Rozkládá se na pomezí Krkonoš a Krkonošského podhůří, zhruba 4,5 kilometru východně od Jablonce nad Jizerou.
Horní Dušnice je též název katastrálního území o výměře 5,79 km².

## Historie
První písemná zmínka o vesnici pochází z roku 1739. Název Horní Dušnice (německy Ober Duschnitz) nahradil dříve používané místní označení Krosnov a Vejpalice.

## Osobnosti
Čestný občan obce T. G. Masaryk, rok 1935

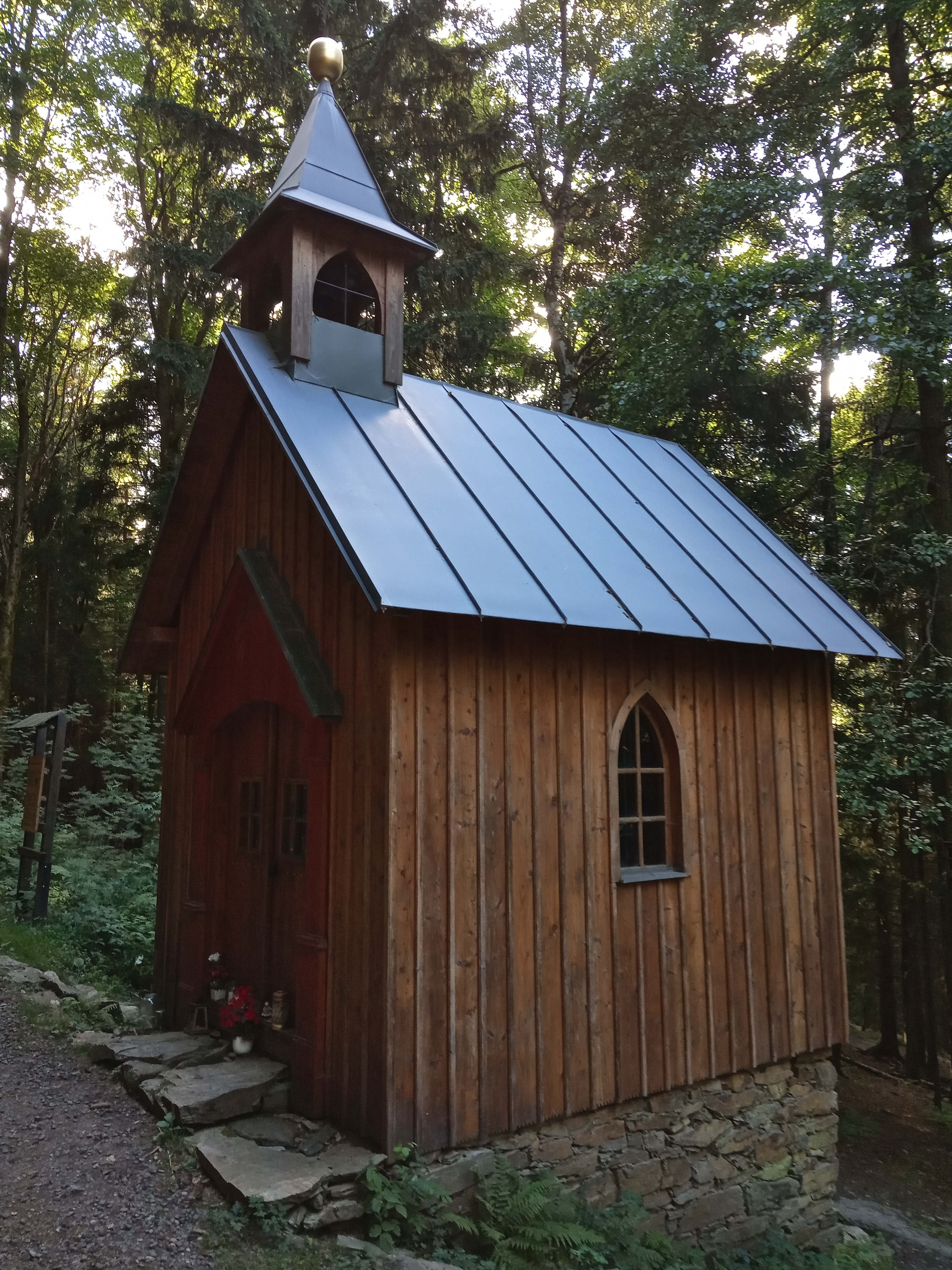
Kaple Panny Marie

## Pamětihodnosti
V lese na svahu vrchu Kobyla, v blízkosti vsi Stromkovice, ale v katastru Horní Dušnice, se nachází Kaple Panny Marie s křížovou cestou. Byla postavena ve druhé polovině 19. století, obnovena roku 2007.